# Учительница (фильм, 1975)
Учительница (итал. L'insegnante) — итальянская эротическая комедия режиссёра Нандо Чичеро.

## Сюжет
Франко Моттола, сын государственного чиновника Фефе Моттолы, не может сдать экзамен на греческий язык для того, чтобы его перевели в следующий класс. Учитель физкультуры ла Роса давит на директора школы Маргару, местного коррупционера, и хочет заявить о нём в полицию и оставить Франко на следующий год. Маргара предлагает нанять для Франко учительницу для частных уроков, которая подтянет парня по литературе. Учительница Джованна Пагаус одновременно является невестой ла Росы и тот также хочет, чтобы Джованна вела частные уроки и подзаработала денег для предстоящей свадьбы. Франко влюбляется в свою учительницу, дурит её всевозможными способами ради того, чтобы получить от неё любовь.